# أنابل بوش
أنابل بوش هي مغنية فلبينية، ولدت في 25 يناير 1976 في مانيلا في الفلبين، وتوفي بنفس المكان في 11 يناير 2009 بسبب أم الدم داخل القحف.